# 시북정
시북정(市北亭)은 안동시 풍천면 구담리에 있는 건축물이다. 1985년 8월 5일 경상북도의 문화재자료 제32호로 지정되었다.

## 개요
시북정은 임진왜란(1592) 때 호조참판의 벼슬을 지낸 신빈이 집 가운데 있는 마루 즉 대청으로 지은 정자이다.
제사를 지내는 몸채의 방은 없어지고 현재는 대청만 남아 있다.
김종영에게 넘겨진 뒤 시북정이라 이름지었고 지금은 순천 김씨의 소유로 전한다.
규모는 앞면 4칸·옆면 2칸이며, 지붕은 옆면에서 볼 때 여덟 팔(八)자 모양인 팔작지붕이다.
시북정은 이 지방 전형의 정자 양식을 보여주는 중요한 건물이다.

## 참고 자료
- 시북정 - 국가유산청 국가유산포털